# Mortoniella argentinica
Mortoniella argentinica är en nattsländeart som beskrevs av Oliver S. Flint Jr. 1974. Mortoniella argentinica ingår i släktet Mortoniella och familjen stenhusnattsländor. Inga underarter finns listade i Catalogue of Life.